# Lauco
Lauco là một đô thị ở tỉnh Udine trong vùng Friuli-Venezia Giulia thuộc Ý, có cự ly khoảng 110 km về phía tây bắc của Trieste và khoảng 45 km về phía tây bắc của Udine. Tại thời điểm ngày 31 tháng 12 năm 2004, đô thị này có dân số 845 người và diện tích là 34,5 km².
Lauco giáp các đô thị: Ovaro, Raveo, Sutrio, Tolmezzo, Villa Santina, Zuglio.